# Grand Prix moto d'Afrique du Sud 1984
Le  Grand Prix moto d'Afrique du Sud 1984 est la première manche du Championnat du monde de vitesse moto 1984. La compétition s'est déroulée du 23 au 25 mars 1984 sur le Circuit de Kyalami.
C'est la 2e édition du Grand Prix moto d'Afrique du Sud.

## Classement 500 cm3
| Pos  | Pilote             | Constructeur | Temps/Écart   | Points |
| ---- | ------------------ | ------------ | ------------- | ------ |
| 1    | Eddie Lawson       | Yamaha       | 53 min 22 s 4 | 15     |
| 2    | Raymond Roche      | Honda        | +12 s 6       | 12     |
| 3    | Barry Sheene       | Suzuki       | +12 s 9       | 10     |
| 4    | Didier de Radigues | Chevallier   | +35 s 8       | 8      |
| 5    | Sergio Pellandini  | Suzuki       | +1 min 03 s 8 | 6      |
| 6    | Massimo Broccoli   | Honda        | +1 min 29 s 6 | 5      |
| 7    | Boet van Dulmen    | Suzuki       | +1 tour       | 4      |
| 8    | Christian Le Liard | Chevallier   | +1 tour       | 3      |
| 9    | Chris Guy          | Honda        | +1 tour       | 2      |
| 10   | Brett Hudson       | Suzuki       | +1 tour       | 1      |
| 11   | Reinhold Roth      | Honda        | +1 tour       |        |
| Abd. | Ron Haslam         | Honda        | Abandon       |        |
| Abd. | Virginio Ferrari   | Yamaha       | Abandon       |        |
| Abd. | Gustav Reiner      | Honda        | Abandon       |        |
| Abd. | Franco Uncini      | Suzuki       | Abandon       |        |
| Abd. | Marco Lucchinelli  | Honda        | Abandon       |        |
| Np.  | Freddie Spencer    | Suzuki       | Non partant   |        |

## Classement 250 cm3
| Pos  | Pilote                 | Constructeur        | Temps/Écart   | Points |
| ---- | ---------------------- | ------------------- | ------------- | ------ |
| 1    | Patrick Fernandez      | Yamaha              | 47 min 10 s 1 | 15     |
| 2    | Christian Sarron       | Yamaha              | +1 s 1        | 12     |
| 3    | Sito Pons              | JJ Cobas            | +3 s 4        | 10     |
| 4    | Manfred Herweh         | Real (constructeur) | +29 s 4       | 8      |
| 5    | Anton Mang             | Yamaha              | +37 s 0       | 6      |
| 6    | Karl Grässel           | Roemer HF           | +48 s 9       | 5      |
| 7    | Jean-François Baldé    | Pernod              | +54 s 5       | 4      |
| 8    | Ivan Palazzese         | Yamaha              | +56 s 6       | 3      |
| 9    | Carlos Lavado          | Yamaha              | +58 s 7       | 2      |
| 10   | Alan Carter            | Yamaha              | +1 min 05 s 6 | 1      |
| 11   | Mario Rademeyer        | Yamaha              | +1 tour       |        |
| 12   | Martin Wimmer          | Yamaha              | +1 tour       |        |
| 13   | Jean-Michel Mattioli   | Chevallier          | +1 tour       |        |
| 14   | Stéphane Mertens       | Yamaha              | +1 tour       |        |
| 15   | Thierry Espié          | Chevallier          | +1 tour       |        |
| 16   | Jacques Cornu          | Yamaha              | +1 tour       |        |
| 17   | Jean-Louis Guignabodet | Yamaha              | +1 tour       |        |
| 18   | Jacques Bolle          | Pernod              | +1 tour       |        |
| 19   | Chas Mortimer          | Yamaha              | +1 tour       |        |
| Abd. | Hervé Guilleux         | Chevallier          | Abandon       |        |
| Abd. | Richard Hubin          | Yamaha              | Abandon       |        |
| Abd. | Roland Freymond        | Yamaha              | Abandon       |        |
| Abd. | Russell Wood           | Yamaha              | Abandon       |        |
| Abd. | Wayne Rainey           | Yamaha              | Abandon       |        |
| Abd. | Harald Eckl            | Yamaha              | Abandon       |        |